# Igreja Reformada da Sérvia
A Igreja Reformada da Sérvia (IRS), conhecida também como Igreja Cristã Reformada na Sérvia (ICRS) e anteriormente como Igreja Cristã Reformada da Iugoslávia (ICRI),  - em hungaro: Szerbiai Református Keresztén Egyház - , é uma denominação reformada continental na Sérvia, que atende principalmente a húngaros étnicos no país..
Foi formada em 1933, pelas igrejas reformadas húngaras na Iugoslávia, depois da dissolução da Áustria-Hungria.

## História
No Século XVI, a Reforma Protestante se espalhou pela Europa. Na Hungria, em 1567, foi organizado um sínodo em Debrecen, na qual os aderentes da Fé Reformada no pais se organizaram como uma denominação, que adotou a Segunda Confissão Helvética e Catecismo de Heidelberg como doutrinas oficiais. Esta denominação ficou conhecida como Igreja Reformada da Hungria.
A partir da dissolução da Áustria-Hungria, diversos territórios outrora dentro das fronteiras húngaras foram cedidos a outros países. Nestes países, foram organizadas denominações filhas da IRH.
Em 1933, as igrejas reformada húngaras na Iugoslávia se reuniram e formara a Igreja Cristã Reformada da Iugoslávia(ICRI).
Todavia, após a dissolução da Iugoslávia, as igrejas reformadas na região se reorganizaram mais uma vez de forma que as igrejas da Croácia e Eslovênia estabeleceram novas denominações e a ICRI passou a se chamar Igreja Reformada da Sérvia.

## Doutrina
A denominação pratica a ordenação de mulheres e o Catecismo de Heidelberg e Segunda Confissão Helvética.

## Relações Intereclesiásticas
A denominação é membro Do  Conselho Mundial de Igrejas, da Comunhão Mundial das Igrejas Reformadas e da Comunhão Reformada Húngara.